# Гоупвелл-Джанкшен (Нью-Йорк)
Гоупвелл-Джанкшен (англ. Hopewell Junction) — переписна місцевість (CDP) в США, в окрузі Дачесс штату Нью-Йорк. Населення — 1330 осіб (2020).

## Географія
Гоупвелл-Джанкшен розташований за координатами 41°34′46″ пн. ш. 73°48′14″ зх. д. / 41.57944° пн. ш. 73.80389° зх. д. (41.579422, -73.803919).  За даними Бюро перепису населення США в 2010 році переписна місцевість мала площу 1,23 км², з яких 1,23 км² — суходіл та 0,00 км² — водойми.

## Демографія
Згідно з переписом 2010 року, у переписній місцевості мешкало 376 осіб у 136 домогосподарствах у складі 97 родин. Густота населення становила 306 осіб/км².  Було 154 помешкання (125/км²).
Расовий склад населення:
| - 87,2 % — білих - 2,1 % — чорних або афроамериканців - 1,6 % — азіатів - 4,8 % — осіб інших рас |

До двох чи більше рас належало 4,3 %. Частка іспаномовних становила 8,0 % від усіх жителів.
За віковим діапазоном населення розподілялося таким чином: 26,9 % — особи молодші 18 років, 64,1 % — особи у віці 18—64 років, 9,0 % — особи у віці 65 років та старші. Медіана віку мешканця становила 40,0 року. На 100 осіб жіночої статі у переписній місцевості припадало 100,0 чоловіків;  на 100 жінок у віці від 18 років та старших — 95,0 чоловіків також старших 18 років.
Середній дохід на одне домашнє господарство  становив 80 759 доларів США (медіана — 73 462), а середній дохід на одну сім'ю — 103 572 долари (медіана — 108 750). За межею бідності перебувало 7,2 % осіб, у тому числі 0,0 % дітей у віці до 18 років та 0,0 % осіб у віці 65 років та старших.
Цивільне працевлаштоване населення становило 188 осіб. Основні галузі зайнятості: будівництво — 31,4 %, публічна адміністрація — 28,7 %, виробництво — 8,5 %, освіта, охорона здоров'я та соціальна допомога — 7,4 %.